# Acraea bella
Acraea bella är en fjärilsart som beskrevs av Gustav Weymer 1901. Acraea bella ingår i släktet Acraea och familjen praktfjärilar. Inga underarter finns listade i Catalogue of Life.